# Mercedes-Benz X156
Mercedes-Benz X156 (eller Mercedes-Benz GLA-klass) är en CUV som den tyska biltillverkaren Mercedes-Benz introducerade på Frankfurtsalongen i september 2013.
Versioner:
| Modell     | Årsmodell | Motor                      | Cylindervolym | Effekt     | Bränslesystem            |
| ---------- | --------- | -------------------------- | ------------- | ---------- | ------------------------ |
| GLA180 CDI | 2015-18   | OM607: 4-cyl radmotor DOHC | 1461 cm³      | 109 hk     | Common rail turbodiesel  |
| GLA200 CDI | 2014-20   | OM651: 4-cyl radmotor DOHC | 2143 cm³      | 136 hk     | Common rail turbodiesel  |
| GLA220 CDI | 2014-20   | OM651: 4-cyl radmotor DOHC | 2143 cm³      | 170 hk     | Common rail turbodiesel  |
| GLA180     | 2015-20   | M270: 4-cyl radmotor DOHC  | 1595 cm³      | 122 hk     | Direktinsprutning, turbo |
| GLA200     | 2014-20   | M270: 4-cyl radmotor DOHC  | 1595 cm³      | 156 hk     | Direktinsprutning, turbo |
| GLA220     | 2017-20   | M270: 4-cyl radmotor DOHC  | 1991 cm³      | 184 hk     | Direktinsprutning, turbo |
| GLA250     | 2014-20   | M270: 4-cyl radmotor DOHC  | 1991 cm³      | 211 hk     | Direktinsprutning, turbo |
| GLA45 AMG  | 2015-20   | M133: 4-cyl radmotor DOHC  | 1991 cm³      | 360-381 hk | Direktinsprutning, turbo |